# Tetsuya Watarigani
Tetsuya Watarigani er en Beyblade-figur. Han er besat med krabber, og snyder en masse på Beyblading.